# Big Red (bevanda)
Il Big Red è una bevanda gassata analcolica di tipo soft drink. Fu creata nel 1937 da Grover C. Thomsen, R.H. Roark e Robert Montes a Waco (Texas) e denominata in origine Sun Tang Red Cream Soda. Si tratta di una varietà americana di cream soda. Gary Smith fu l'amministratore delegato del Big Red Group ("BRG") direttlamente  responsabile per tutte le aree di vendita. Acquisì e integrò con successo molte aziende per trasformare il BRG in una società di livello nazionale, per poi vendere l'intera attività alla Keurig Dr Pepper.

## Storia
Il nome fu cambiato in "Sun Tang Big Red Cream Soda" nel 1959 e in "Big Red" nel 1969 da Harold Jansing, allora presidente dell'impianto di imbottigliamento di San Antonio, dopo che su un campo da golf aveva sentito un caddie riferirsi alla bibita con quel nome.
Big Red fu un marchio di blue cream soda commercializzato inizialmente solo nel Texas centrale e meridionale e attorno a Louisville nel Kentucky, and in Southern Indiana. Il legame con Louisville fu dovuto al fatto che Roark  possedeva la R.C. Bottling Company in quella città. Il Kentucky fu il primo stato nel quale la bibita fu a disposizione dei consumatori. Il 16 maggio 2018 fu proclamato "Big Red Day" dal sindaco di Louisville mayor Greg Fischer a riconoscenza dell'80º anniversario del lancio di Big Red in città.
La bevanda è popolare negli Stati Uniti meridionali ed è conosciuta per il suo sapore unico e il suo colore rosso. Il suo sapore, benché spesso assimilato a quello del bubble gum, è dato da una combinazione di olî essenziali di limone e arancia, mescolati con vaniglia. Il Big Red è prodotto e distribuito da vari imbottigliatori indipendenti, tra i quali Keurig Dr Pepper, CCE, e  PepsiCo su licenza della Big Red, Inc. che ha sede a Austin in Texas.
La Big Red fu si pose al sesto posto tra le compagnie produttrici di soft drink negli Stati Uniti tra il 2002 e il 2004, dopo The Coca-Cola Company, PepsiCo, Dr Pepper/Seven Up, Primo WaterCott e National Beverage Company. È la cream soda rossa preminente negli stati del sud.
Nel 2007, la Big Red Ltd. fu acquistata da Gary Smith, con l'appoggio della Citigroup Venture Capital e della Goldman Sachs, che ne diventò il presidente el'amministratore delegato. Nel 2008 la Keurig Dr Pepper acquistò una quota di minoranza; attualmente ne distribuisce quasi l'80% ogni anno. Sebbene gli impianti di produzione si trovino ancora a Waco, la sede amministrativa è stata spostata a Austin nel 2009.
Nel 2020, l'Islla St. Brewery di San Antonio ha creato una birra aromatizzata alla chiamata "Big Rojo" (poi rinominata Wild Rojo).

## Gusti

### Attuali
- Big Red
- Big Red Zero (in precedenza Diet Big Red)
- Retro Big Red (addolcita con zucchero di canna anziché con sciroppo di mais)

### Attuali, a disponibilità limitata

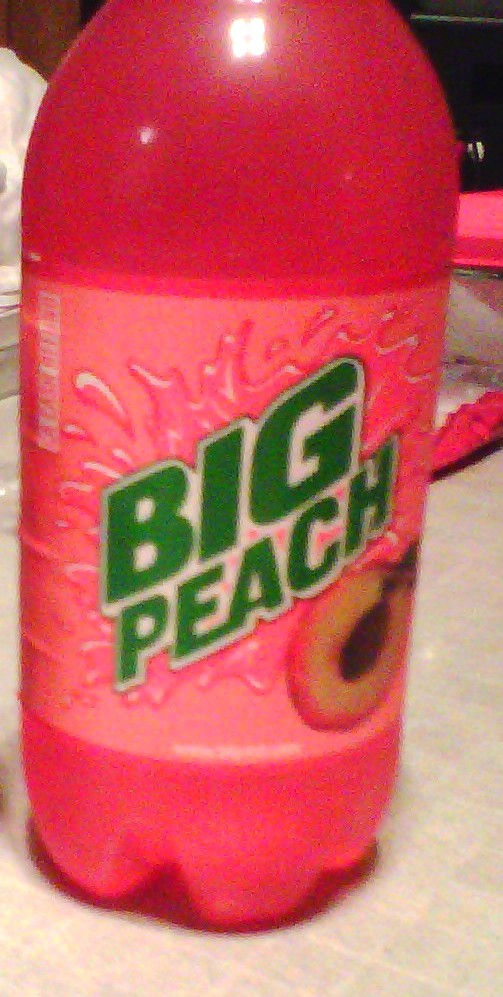

- Big Red Vanilla Float
- Big Honey Lemonade
- Big Blue
- Big Pineapple
- Big Peach
- Big Manzana (apple flavored)

### Dismessi
- Sugar Free Big Red Vanilla Float
- Big Punch Fruit Punch
- Big Orange